# Ламброс, Павлос
Павлос Ламброс (греч.  Παύλος Λάμπρος; Калларитес, эялет Янина, Османская империя 1820 — Афины, Греческое королевство 11 октября 1887) — греческий историк и нумизмат XIX века.

## Биография
Павлос Ламброс родился в селе Калларитес, Янина (ном), османского тогда Эпира 29 июня 1820 года, за 9 месяцев до начала Освободительной войны.
Его отец, Иоаннис Ламброс (Ιωάννης Λάμπρος), многие годы жил в итальянском Неаполе, где основал торговый дом.
На момент начала Освободительной войны в марте 1820 года, отец оказался в городе Янина и был повешен турками, вместе с городской знатью.
Вместе с отцом маленький Павел потерял своё состояние и родину, после последовавшего разрушения села Калариттес турками.
Мать переправила его на, находившийся под британским контролем, остров Керкира, где ему было предоставлено убежище.
Здесь он получил навыки ювелирного ремесла и увлёкся нумизматикой.
Он стал торговцем монет на Керкире и в Афинах.
Одновременно, начиная с Керкиры в 1855 году и на протяжении последующих 30 лет, он публиковал свои исследования.
Будучи историком и нумизматом самоучкой, получил международное признание благодаря своим опубликованным исследованиям.
Он образовал коллекции древних монет Ионических островов, а его средневековые коллекции эпохи крестоносцев были одними из самых богатых в Европе.
Его коллекция стала важной составляющей первоначального ядра Нумизматического музея Афин.
Павлос Ламброс умер в Афинах 11 октября 1887 года.
Его, сын Спиридон Ламброс, стал историком и впоследствии премьер-министром Греции.

## Работы
Темами работы Павлоса Ламброса были в основном греческие монеты и история Греции в Средние века. Некоторые из его работ:
- О ювелирах Каларритес и их искусстве (Περί των εκ Καλαρρυτών Χρυσοχόων και της τέχνης αυτών)
- О золотых монетах Филиппа (Περί έξ χρυσών νομισμάτων του Φιλίππου, εν Κερκύρα 1855, που μεταφράστηκε στα Γαλλικά από τον Μαρίνο Π. Βρετό).
- Неопубликованные монеты Великих магистров ордена Св. Иоанна Иерусалима на Родосе (Monete inedite dei gran Maestri dell' ordine di S. Giovanni di Gerusalemme in Rοdi. Venezia 1865)[5].
- Неопубликованные монеты Великих магистров, Первое дополнение (Monete inedite dei gran Maestri, Primo-Supplemento. Venezia 1866)
- Неизданная монета Сарухана, эмира Ионии (Ανέκδοτον νόμισμα Σαρουκχάν, Εμίρου της Ιωνίας, κοπέν εν Εφέσω)
- Монеты острова Аморгос (Νομίσματα της Νήσου Αμοργού)[6]
- Неопубликованные монеты чеканки Перан местной колонии генуэзцев (Νομίσματα ανέκδοτα, κοπέντα εν Πέρα υπό της αυτόθι αποικίας των Γενουηνσίων)[7]
- Неопубликованные монеты и печати Деспотата Эпира. (Unedirte Münzen und Bleibullen der Despoten von Epirus)
- Неопубликованные монеты средневекового царства Кипра (Ανέκδοτα νομίσματα του Μεσαιωνικού Βασιλείου της Κύπρου)[8]
- Неопубликованные монеты чеканки Гларенцы (Ανέκδοτα Νομίσματα κοπέντα εν Γλαρέντσα)
- Неопубликованные монеты Антиохии и Триполи (Monnaies Inedites d' Antioche et de Tripoli).
- Неопубликованные монеты Хиоса (Monnaies Inedites de Chio)
- Неопубликованные монеты Пьера-Раймона Закоста (Monnaies inedites de Piérre — Raymond Zacosta)
- Неопубликованные монеты и печати средневековых правителей Греции (Ανέκδοτα νομίσματα και μολυβόβουλα των κατά τους μέσους αιώνας δυναστών της Ελλάδος)[9]
- Монеты и медали Семиостровной республики и Ионических островов в годы их временной оккупацией англичанами (Νομίσματα και μετάλλια της Επτανήσου Πολιτείας και της προσωρινής των Ιονίων Νήσων παρά των Άγγλων κατοχής)
- Монеты правителей Хиоса братьев Мартина и Бенедикта Второго (Νομίσματα των αδελφών Μαρτίνου και Βενεδίκτου Β' Ζαχαριών δυναστών της Χίου).
- Средневековые монеты правителей Хиоса (Μεσαιωνικά νομίσματα των δυναστών της Χίου, 1886)